# C'était un rendez-vous
C'était un rendez-vous is een korte film uit 1976 van Claude Lelouch, die een bijna negen minuten durende dollemansrit door Parijs toont.

## Achtergrond
De film werd opgenomen rond half zes 's ochtends, op een zondag in augustus, een moment dat de straten in Parijs relatief leeg waren. Lelouch monteerde een camera op zijn Mercedes-Benz 450 SEL 6.9 en reed hiermee zelf met hoge snelheid door de straten van Parijs, van de Boulevard Périphérique (Port Dauphine) naar de Sacré-Cœur op Montmartre. Lange tijd werd gespeculeerd dat een beroemde autocoureur achter het stuur zou hebben gezeten, zoals Jacky Ickx of Jacques Laffite.
Tegenwoordig zou een dergelijk traject, zeker tijdens spitsuur, bijna een uur in beslag nemen. Verschillende onafhankelijke groepen hebben berekend dat Lelouch bij zijn dollemansrit snelheden behaalde tot 140 km/u. Zelf beweert Lelouch dat zijn teller voorbij de 200 km/u is gegaan.
De motorgeluiden in de film zijn afkomstig van zijn Ferrari 275GTB. Lelouch plakte de geluiden van deze bolide over het geluid van de rit met zijn Mercedes-Benz. Voor de filmopname werd echter gekozen voor de Mercedes-Benz. De vele hobbels in de weg zouden een goede bevestiging van de camera op de Ferrari niet mogelijk hebben gemaakt.
De vrouw die wordt ontmoet bovenop Montmartre was Lelouchs toenmalige levenspartner Gunilla Friden.
De Schotse rockband Snow Patrol gebruikte de korte film in 2006 als videoclip bij hun single Open Your Eyes.

## Afgelegd traject
- Boulevard Périphérique
- Avenue Foch

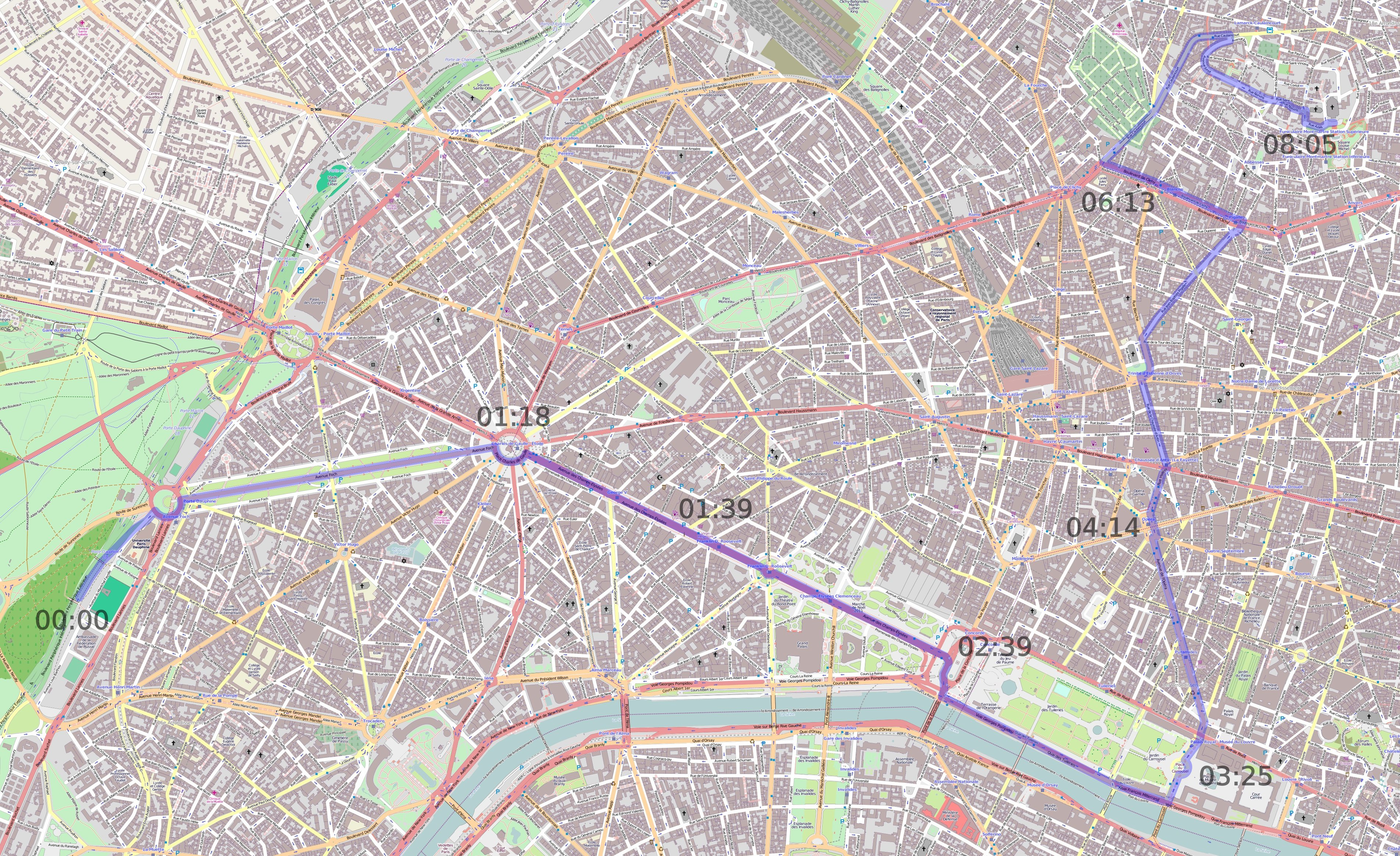
traject

- Place Charles de Gaulle (Arc de Triomphe)
- Avenue des Champs-Élysées
- Place de la Concorde
- Quai des Tuileries
- Place du Carrousel
- Rue de Rohan
- Avenue de l'Opéra
- Place de l'Opéra
- Rue Halévy
- Rue de la Chaussée d'Antin
- Place d'Estienne d'Orves
- Rue Blanche
- Rue Pigalle
- Place Pigalle
- Boulevard de Clichy
- Rue Caulaincourt
- Avenue Junot
- Place Marcel Aymé
- Rue Norvins
- Place du Tertre
- Rue Ste-Eleuthère
- Rue Azais
- Place du Parvis du Sacré-Cœur

## Remake
In 2020 filmde Lelouch zelf een remake van de film getiteld Le Grand Rendez-vous, deze versie speelt zich af in Monaco in plaats van Parijs met in de hoofdrol Formule 1 coureur Charles Leclerc. Het filmen vond plaats op het afgesloten stratencircuit van Circuit de Monaco op 24 mei 2020. In de film rijdt Leclerc met een Ferrari SF90 Stradale. De film ging in première op 13 juni 2020.